# Wojna i pamięć (miniserial)
Wojna i pamięć (tytuł oryg. War and Remembrance) – amerykański miniserial o dramatyczno-wojennej tematyce, oparty na bestsellerowej powieści Hermana Wouka pod tym samym tytułem. Obejmuje okres II wojny światowej od ataku na Pearl Harbor do zakończenia wojny. Kontynuacja telewizyjnego serialu Wichry wojny, opartego na wcześniejszej bestsellerowej powieści Hermana Wouka Wichry wojny, obejmującego okres od początków 1939 do 1941.
Wojnę i pamięć nagrodzono w sumie jedenastoma nagrodami i siedemnastoma nominacjami. Znalazły się wśród nich trzy nagrody Emmy, trzy nagrody Złotych Globów, Nagroda Gildii Reżyserów Amerykańskich, nominacją do nagrody Casting Society of America.
Serial kręcono na terenie 10 krajów w takich miejscach, jak m.in. obóz koncentracyjny Auschwitz-Birkenau w Oświęcimiu; Zagrzeb i Osijek w Chorwacji; Paryż i Lourdes we Francji; Baden-Baden i Berchtesgaden w RFN; Rzym i Siena we Włoszech; Berno w Szwajcarii; Londyn i Cambridge w Anglii; Wiedeń w Austrii; Montreal w Kanadzie; w licznych miejscach w USA (Los Angeles, Long Beach, Waszyngton, Hawaje).

## Obsada
- Robert Mitchum − kapitan Victor „Pug” Henry
- Jane Seymour − Natalie Henry
- Hart Bochner − Byron Henry
- Victoria Tennant − Pamela Tudsbury
- Polly Bergen − Rhoda Henry
- David Dukes − Leslie Slote
- Michael Woods − Warren Henry
- Sharon Stone − Janice Henry
- Robert Morley − Alistair Tudsbury
- Barry Bostwick − Carter „Lady” Aster
- Sami Frey − Avram Rabinovitz
- Topol − Berel Jastrow
- John Rhys-Davies − Sammy Mutterperl
- Ian McShane − Philip Rule
- William Schallert − Harry Hopkins
- Bill Wallis − Werner Beck
- Jeremy Kemp − generał Armin von Roon
- Steven Berkoff − Adolf Hitler
- Milton Johns − Adolf Eichmann
- E.G. Marshall − Dwight D. Eisenhower
- Robert Hardy − Winston Churchill
- Ralph Bellamy − prezydent Franklin Delano Roosevelt
- John Gielgud − Aaron Jastrow
- Peter Graves − Palmer Kirby
- Barry Morse − Franz Halder
- Hardy Krüger − marszałek Erwin Rommel
- Leslie Hope − Madeline Henry
- Günther Maria Halmer − komendant Oświęcimia, Rudolf Höß
- John Malcolm − Wilhelm Keitel
- Michael Madsen − porucznik Turhall
- Leon Niemczyk − polski chłop